# 和谐阵线
和谐阵线（缩写为GS），又称第三联盟，是马来西亚一个由5个合法政党所组成的未注册选举联盟，也是马来西亚第四大的政党联盟，排在砂拉越政党联盟之后。和谐阵线于2016年3月16日以「第三联盟」的名字成立，后来于2016年8月13日更名为「和谐阵线」并使用至今。2020年，伊斯兰党宣布解散和谐阵线，并与已退出希望联盟的土团党合作，成立国民联盟。
“和谐阵线”中最主要政党伊斯兰党主席、也是和阵领袖的哈迪阿旺声称，和谐阵线成立的主要目的是争取真理、建立一个繁荣的国家、打击腐败和团结所有马来西亚人。另四个党是马来西亚民族联系党（IKATAN）、泛马来西亚伊斯兰阵线（BERJASA）、马来西亚爱国党（PCM）及马来西亚希望党（PHM）。

## 历史
和谐阵线最大的成员党马来西亚伊斯兰党原本为人民联盟成员党之一，后因伊斯兰刑事法和人权争议等课题无法与盟友（民主行动党和人民公正党）达成共识，于2015年6月15日宣布与民主行动党断交。2015年6月16日，民主行动党宣布人民联盟不复存在。2015年6月17日，人民公正党承认人民联盟瓦解，并计划打造新联盟对抗国阵。
马来西亚伊斯兰党党员对伊斯兰刑法的实施有意见上的分歧，因而分成保守派与开明派两派。在6月的马来西亚伊斯兰党党选中，开明派全数被扫出领导层。开明派于是宣布退出马来西亚伊斯兰党，另行组织「希望运动」，并向社团注册局申请成立新党「进步回教党」，但申请被驳回。该派便接管马来西亚工人党，随后申请改名成为「国家诚信党」，国家诚信党于2015年9月16日宣布成立。2015年9月22日，该党宣布与人民公正党，民主行动党成立政党联盟希望联盟，以取代解散的前身人民联盟。2015年10月2日，马来西亚社团注册局正式批准申请易名。
2016年3月16日，马来西亚伊斯兰党拒绝与民主行动党合作，并连同与马来西亚民族联系党宣布共同组建「第三联盟」。2016年8月13日，第三联盟更名为「和谐阵线」。2016年9月23日，泛马来西亚伊斯兰阵线宣布正式加入和谐阵线，成为联盟的第三位成员。2017年5月13日，马来西亚爱国党主席陈荣洲宣布该党将会与和谐阵线合作。
2016年12月13日，由马哈迪·莫哈末成立的土著团结党与希望联盟签署大选合作协议，共同合作，一起对抗当时的执政联盟国阵。土著团结党并非附属或归顺希望联盟之下，平起平坐之意呼之欲出。土著团结党主席慕尤丁在记者会上表示会继续与伊党接洽，要请对方加盟。2017年3月20日，土著团结党加入希望联盟。
2017年8月19日，希望联盟特别会议议决在第14次全国大选不与马来西亚伊斯兰党或和谐阵线合作，希望联盟宣布成员党将会拟定策略应对第14次全国大选不可避免的「三角战」。2018年马来西亚大选，和谐阵线除希望党外皆有上阵，最后仅伊斯兰党在166国席和323州席取得18国席、90州席和吉兰丹登嘉楼两个州的执政权，其他党全军覆没。

## 成员党
| 中文名称             | 英文名称                         | 馬來文名称                          | 上议院席位 | 下议院席位 | 各州议会席位 |
| -------------------- | -------------------------------- | ----------------------------------- | ---------- | ---------- | ------------ |
| 马来西亚伊斯兰党     | Malaysian Islamic Party          | Parti Agama Islam Se Malaysia       | 2          | 18         | 90           |
| 马来西亚民族联系党   | Malaysia National Alliance Party | Parti Ikatan Bangsa Malaysia        | 0          | 0          | 4            |
| 泛马来西亚伊斯兰阵线 | Pan-Malaysian Islamic Front      | Barisan Jemaah Islamiah Se-Malaysia | 0          | 0          | 2            |
| 马来西亚爱国党       | Love Malaysia Party              | Parti Cinta Malaysia                | 0          | 0          | 0            |
| 马来西亚希望党       | Malaysian Hope Party             | Parti Harapan Malaysia              | 0          | 0          | 0            |
|                      |                                  |                                     | 2          | 18         | 96           |

## 领导层
| 职务           | 现任                               | 所属政党 |
| -------------- | ---------------------------------- | -------- |
| 主席           | 哈迪阿旺                           | 伊党     |
| 署理主席       | Abdul Kadir Sheikh Fadzir          | IKATAN   |
| 署理主席       | Abdul Kadir Mamat                  | BERJASA  |
| 署理主席       | Tan Weng Chew                      | 爱国党   |
| 署理主席       | Johari Musa                        | PHM      |
| 副主席         | Tuan Ibrahim Tun Man               | PAS      |
| 副主席         | Tunku Muinuddin Putra              | IKATAN   |
| 副主席         | 范清渊                             | PCM      |
| 秘书           | 达基尤丁哈山                       | PAS      |
| 副秘书         | Tengku Ahmad Mudzaffar Tengku Zaid | PAS      |
| 副秘书         | Loo Kein Seang                     | PCM      |
| 财政           | Razman Zakaria                     | PAS      |
| 妇女团团长     | Nuridah Salleh                     | PAS      |
| 青年团团长     | Muhammad Khalil Abdul Hadi         | PAS      |
| 青年团助理团长 | Mohammad Azhar Hamzah              | IKATAN   |
| 资讯主任       | Nasruddin Hassan                   | PAS      |
| 策略主任       | Azahari Abd Rahman                 | IKATAN   |
| 选举主任       | Ahmad Samsuri Mokhtar              | PAS      |

## 议会席位

马来西亚上议院席位，绿色为和谐阵线

马来西亚下议院席位，绿色为和谐阵线

### 上议院席位
马来西亚上议院共有70个席位，和谐阵线在上议院共有2位代表吉兰丹州的上议院议员，这2位上议院全都来自马来西亚伊斯兰党。

### 下议院席位
马来西亚下议院共有222个席位，和谐阵线在下议院共有14位下议院议员，其中7位来自吉兰丹州的国会选区、3位来自登嘉楼州的国会选区、1位来自雪兰莪州的国会选区、1位来自霹雳州的国会选区、1位来自吉打州的国会选区和1位来自彭亨州的国会选区。14位下议院议员全都来自马来西亚伊斯兰党。

### 各州立法议会
| 吉兰丹州立法议会37 / 45 登嘉楼州立法议会22 / 32 吉打州立法议会15 / 36 彭亨州立法议会8 / 42 | 玻璃市州立法议会2 / 15 霹雳州立法议会3 / 59 槟城州立法议会1 / 40 | 雪兰莪州议会1 / 56 柔佛州立法议会1 / 56 马六甲州立法议会0 / 28 | 森美兰州立法议会0 / 36 沙巴州立法议会0 / 60 砂拉越州立法议会0 / 82 |